# Чинаревська ТЕС
51°39′26″ пн. ш. 52°20′7″ сх. д. / 51.65722° пн. ш. 52.33528° сх. д.
Чинаревська ТЕС — теплова електростанція, що входить до комплексу облаштування розташованого на заході Казахстану Чинаревського нафтогазоконденсатного родовища. 
У 2011-му ввели в дію установку підготовки газу Чинаревського родовища, яка отримала власну електростанцію потужністю 15 МВт, що використовує встановлені на роботу у відкритому циклі газові турбіни – дві потужністю по 4 МВт та одну з показником у 7 МВт (за іншими даними – дві потужністю 4,5 МВт та одну з показником 8 МВт). 
В 2016-му стала до ладу друга черга електростанції, яка отримала одну газову турбіну виробництва AEG Kanis (за ліцензією General Electric) потужністю 26 МВт.